# Chaetocoelia excepta
Chaetocoelia excepta är en tvåvingeart som först beskrevs av Walker 1853.  Chaetocoelia excepta ingår i släktet Chaetocoelia och familjen lövflugor. Inga underarter finns listade i Catalogue of Life.